# 扎隆阿
扎隆阿（？—？），清朝人，是一名清朝政治人物。
扎隆阿曾于嘉庆五年接替祥庆任兴化府知府一职，嘉庆六年由张采五接任。